# Белошицы
Белошицы (укр. Білошиці; с 1935 по 19 мая 2016 года — Що́рсовка, укр. Щорсівка), — село на Украине, находится в Коростенском районе Житомирской области. Расположено на реке Славута.
Код КОАТУУ — 1822387001. Население по переписи 2001 года составляет 638 человек. Почтовый индекс — 11570. Телефонный код — 4142. Занимает площадь 2,287 км².

## История
Первое письменное упоминание — 1570 как Бялошицы в грамоте короля Польши Сигизмунда II Августа дворянам Бялошицким на права и вольности.

## Адрес местного совета
11570, Житомирская область, Коростенский р-н, с. Белошицы, пл. Мира, 2.

## Галерея

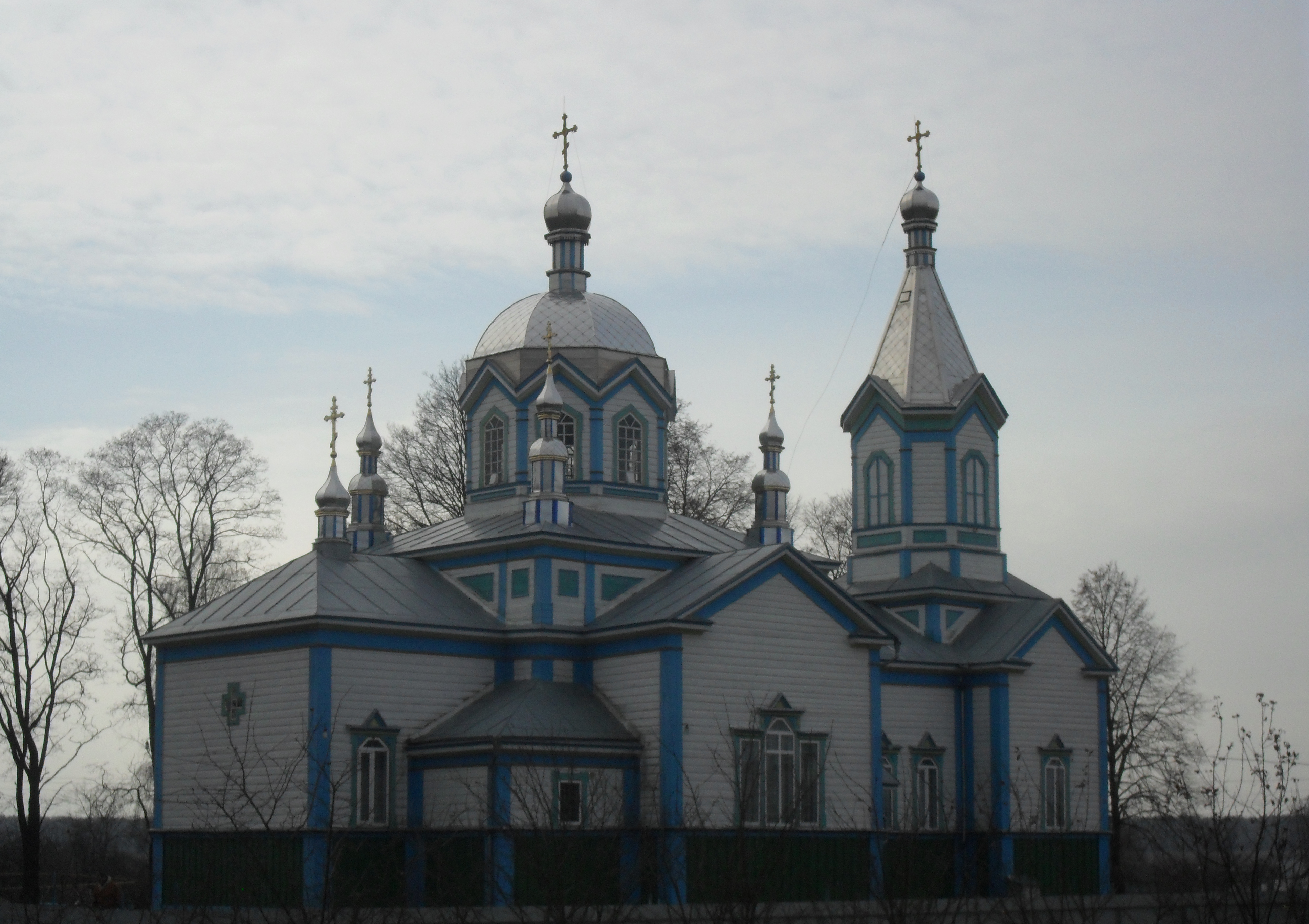
Церковь в Белошицах
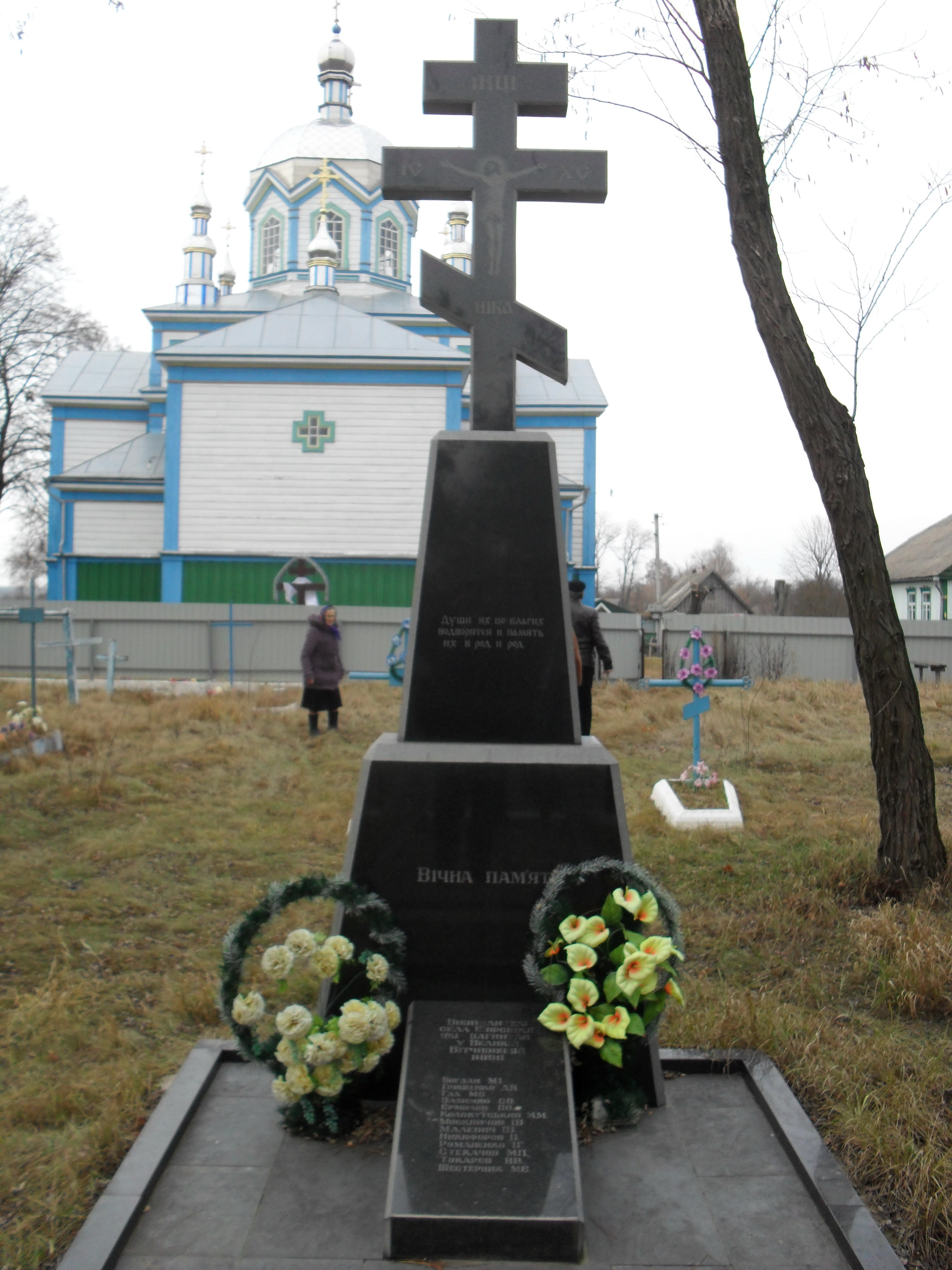
Памятник павшим в Великой Отечественной войне
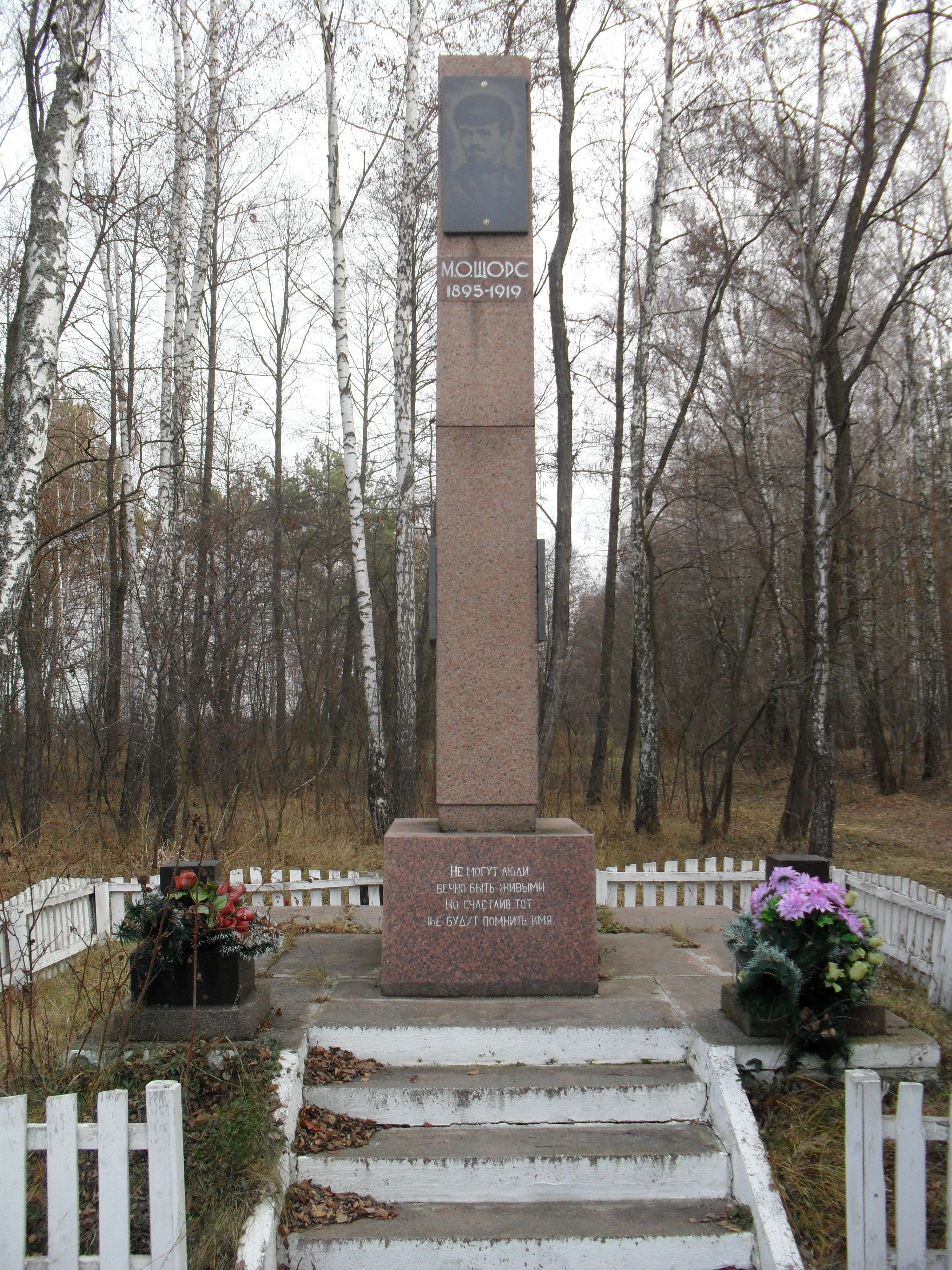
Обелиск на месте гибели Николая Щорса
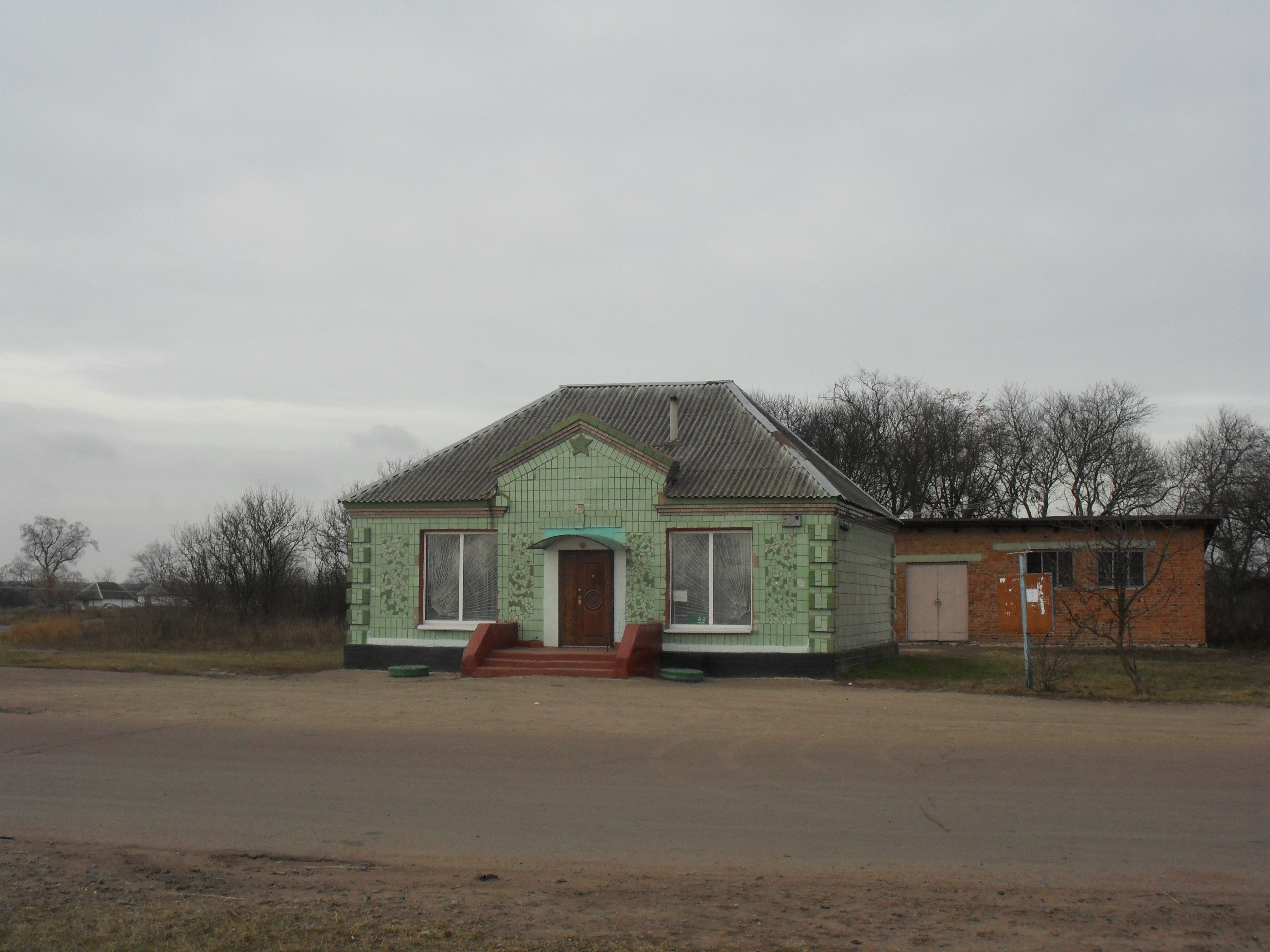
Сельский магазин